# Informacje Polsat News
Informacje – serwis informacyjny emitowany na żywo codziennie w telewizji Polsat News. W godzinach 6:00 - 10:00 nadawany jest co 15 minut (6:00, 6:15, 6:30, 6:45 itd.). W późniejszych godzinach nowe wydanie pojawia się co 30 minut (10:00, 10:30...). Ostatnie wydanie tego programu jest nadawane: w dni powszednie o godz. 15:00, a w weekend o 18:00. W programie prezentowane są aktualne wiadomości z kraju i ze świata. Częste są relacje na żywo, łączenia z reporterami. W ramach Informacji prowadzone są również rozmowy z gośćmi w studiu. 
O godzinie 23:00 nadawane było główne wydanie programu. "Informacje dnia" były podsumowaniem wszystkich najważniejszych wydarzeń. Wydanie o 23:00 miało osobną czołówkę. "Informacje dnia" były emitowane do 25 września 2016.